# Sten Stensen
Sten Einar Stensen (* 18. Dezember 1947 in Drammen) ist ein ehemaliger norwegischer Eisschnellläufer.
Stensen wurde 1974 in Inzell Mehrkampfweltmeister. 1973 und 1976 gewann er jeweils die Silbermedaille bei den Mehrkampfweltmeisterschaften und 1977 die Bronzemedaille. Außerdem siegte er 1975 bei der Mehrkampfeuropameisterschaft.
Bei den Olympischen Winterspielen 1976 in Innsbruck wurde er Olympiasieger über 5000 Meter und gewann über 10.000 Meter die Silbermedaille. Vier Jahre zuvor bei den Olympischen Winterspielen 1972 in Sapporo hatte er über diese Distanzen bereits Bronze gewonnen.
Stensen verbesserte 1976 zweimal den Weltrekord über 10.000 Meter. 1974 gewann er die Morgenbladet-Goldmedaille, 1976 den Fearnleys olympiske ærespris. 1974 und 1976 wurde er außerdem mit der Oscar Mathisen Memorial Trophy geehrt.
Nach dem Ende seiner Karriere als Eisschnellläufer 1978 wurde er Kommentator des norwegischen Rundfunks bei Eisschnelllaufwettbewerben.